# Per Kirkeby - vinterbillede
Per Kirkeby - vinterbillede è un documentario del 1996 diretto da Jesper Jargil e basato sulla vita del pittore danese Per Kirkeby.

## Riconoscimenti
- 1997 - Robert Festival
  - Miglior Cortometraggio/Documentario (Jesper Jargil)